# Ivan Žuvinić
Ivan Žuvinić (tal. Giovanni Giovino, lat. Joannes Jovinus, Zuane Jovino) (Zadar, konac 15. st. /oko 1510. U Beču studirao i doktorirao pravo. − Mletci, 1559./1. rujna 1569.), hrvatski pravnik i mecena

## Životopis
Rodio se je u Zadru u građanskoj obitelji. Obitelj je izbjegla iz zadarskog zaleđa pred Turcima. U Padovi studirao pravo. Na istom sveučilištu lektor građanskog prava odnosno predavač i rektor jurista.
Darivatelj zadarskih franjevaca. Osnovao zakladu za školovanje zadarskih pučana u Padovi. Prokurator bratovštine sv. Jakova u Zadru. Istoj bratovštini povjerio vođenje spomenute zaklade. Živio u Zadru i Mletcima. U Mletcima se oženio u uglednoj obitelji Zeno. Posmrtno je dobio spomen-ploču 1627., 1840. premještenu na gradsku ložu. Šime Ljubić ga spominje u svom rječniku uglednih osoba iz Dalmacije.